# Сивашер
Сивашер — деревня в Юсьвинском муниципальном округе Пермского края России.

## Географическое положение
Деревня расположена в западной части Юсьвинского муниципального округа на расстоянии примерно 8 километров на юго-юго-запад по прямой от села Юсьва.

## История
Деревня упоминается с 1869 года. Численность населения за время существования не превышало 200 человек. До 2020 года деревня входила в состав Юсьвинского сельского поселения Юсьвинского района.

## Климат
Климат умеренно континентальный. Среднегодовое количество осадков составляет 664 мм, причём максимальное суточное количество достигает 68 мм, наибольшая высота снежного покрова 66-93 см. Средняя температура зимой (январь) −15,8 °C (абсолютный минимум −53 °C), летом (июль) +17,7 °С (абсолютный максимум +38 °C). Заморозки в воздухе заканчиваются в III декаде мая, но в отдельные годы заморозки отмечаются в конце апреля или начале июня. Осенние заморозки наступают в первой-начале второй декаде сентября. Средняя продолжительность безморозного периода 100 дней.

## Население
| 2010 |
| ---- |
| 133  |